# Усмынь
Усмынь — село в Куньинском районе Псковской области России. Входит в состав Пухновской волости.

## География
Находится на юго-восточном берегу Усмынского озера, в 60 километрах от райцентра, посёлка городского типа Кунья, в 80 километрах от города Великие Луки, 120 километрах от Витебска. До Москвы  — 500 километров.

## Население
| 2001 | 2002 | 2010 |
| ---- | ---- | ---- |
| 381  | ↘357 | ↘281 |

Численность населения села по оценке на начало 2001 года составляла 381 житель.

## История
В селе родился и после смерти был похоронен Герой Советского Союза Самсон Немченок.
С 1927 до 1930 и с 1948 до 1959 года село Усмынь было административным центром Усмынского района, который был первоначально образован в составе Великолукского округа Ленинградской области Постановлением ВЦИК от 18 Июля 1927 года.
С 1920-х до 1995 года село было центром Усмынского сельсовета.
С января 1995 до декабря 2005 года село было центром бывшей Усмынской волости, с января 2006 до апреля 2015 года — входило в состав ныне упразднённой Долговицкой волости.